# 异族效应
跨种族效应（Cross-race effect）又稱異族效應，指的是一种人们更容易分辨自己熟悉种族人的样貌而难以分辨其他种族人的倾向。在认知心理学上属于记忆错误与偏差。
1991年斯蒂芬·林德赛提出了跨种族效应。